# Scream Week
Scream Week (Originaltitel: Sneekweek) ist ein niederländischer Slasher-Film aus dem Jahr 2016. Für Martijn Heijne war es in der Rolle des Regisseurs der erste Film in Spielfilmlänge, nachdem er als solcher bereits an Serien wie Lesboos oder De rode loper mitwirkte.

## Handlung
Eine Gruppe von Jugendlichen trifft sich in einer gemieteten Villa in Sneek zur „Sneekweek“, um eine gemeinsame Party zu feiern. Bei einer Mutprobe im Eiswasser stirbt einer der Gäste, und zunächst kann die Gruppe die Todesursache verheimlichen. Zwei Jahre später kehren sechs Mitglieder dieser Gruppe nach Sneek zur „Sneekweek“ zurück. Erneut dient eine gemietete Villa als Unterkunft, doch während ihres Aufenthaltes sterben dieses Mal mehrere Gruppenmitglieder durch äußere Einwirkungen, für welche zunächst keine Erklärung gefunden werden können. Nach und nach kommt die Gruppe den Mördern auf die Spur und findet zum Ende heraus, dass die Verantwortlichen Polizisten sind. 

## Synchronisation
Die deutsche Synchronisation übernahm die Digital Media Technologie GmbH in Hamburg. Dialogbuch und -regie stammen von Kerstin Draeger.
| Darsteller           | Rolle                    | Synchronsprecher        |
| -------------------- | ------------------------ | ----------------------- |
| Carolien Spoor       | Merel                    | Leoni Kristin Oeffinger |
| Jelle de Jong        | Thijs                    | Jacob Weigert           |
| Jord Knotter         | Boris                    | Jacob Weigert           |
| Holly Mae Brood      | Lisa                     | Katharina von Keller    |
| Yootha Wong-Loi Sing | Kim                      | Jannika Jira            |
| Jonas de Vuyst       | Peter                    | Johannes Semm           |
| Ferry Doedens        | Tim                      | Markus Hanse            |
| Kimberley Klaver     | Ilse                     | Annika Tenter           |
| Marly van der Velden | Zoë                      | Kim-Sarah Brandts       |
| Diederik Ebbinge     | Hauptkommissar Stienstra | Erik Schäffler          |
| Frank Lammers        | Detektiv van Velzen      | Erik Schäffler          |
| Sanne Langelaar      | Agent Katja              | Kristina von Weltzien   |
| David Lucieer        | Agent Marcel             | Martin Sabel            |

## Dreharbeiten
Die Drehorte des Films befinden sich zum Großteil in Sneek und Umgebung. Dabei begannen die Dreharbeiten am 14. August 2015 und dauerten bis zum 28. September 2015 an. 

## Vertrieb
Nach dem Konkurs des ursprünglichen Verleihers A-Film wurde der Vertrieb von Sneekweek durch Dutch FilmWorks übernommen.